# Regula Aebi
Regula Aebi, seit 1991 Anliker (* 12. November 1965) ist eine ehemalige Schweizer Sprinterin.
1988 verzichtete sie bei den Leichtathletik-Halleneuropameisterschaften in Budapest im Halbfinal auf einen Start. Bei den Olympischen Spielen in Seoul erreichte sie über diese Distanz den Halbfinal.
Im Jahr darauf holte sie bei den Hallen-EM 1989 in Den Haag die Silbermedaille über 200 m.
1990 schied sie bei den Hallen-EM in Glasgow über 200 m im Halbfinal aus und wurde bei den Leichtathletik-Europameisterschaften in Split Sechste in der 4-mal-400-Meter-Staffel.
1992 gelangte sie bei den Hallen-EM in Genua erneut über 200 in den Halbfinal.
Bei den EM 1994 in Helsinki schied sie im 100 m im Viertelfinal, über 200 m im Halbfinal und in der 4-mal-100-Meter-Staffel im Vorlauf aus. Mit der 4-mal-400-Meter-Stafette kam sie auf den sechsten Platz.
Sechsmal wurde sie Schweizer Meisterin über 200 m (1988–1992, 1994) und einmal über 100 m (1989).
Trainiert wurde Regula Aebi von Stephan Anliker, den sie später heiratete. Das Ehepaar hat zwei Kinder.

## Persönliche Bestleistungen
- 100 m: 11,46 s, 24. Juni 1989, Luzern
- 200 m: 22,88 s, 14. August 1988, Zug (ehemaliger Schweizer Rekord)
  - Halle: 23,26 s, 18. Februar 1990, Magglingen (ehemaliger Schweizer Rekord)
- 400 m: 52,14 s, 21. August 1994, La Chaux-de-Fonds
  - Halle: 54,27 s, 6. Februar 1993, Magglingen